# Nanni di Banco

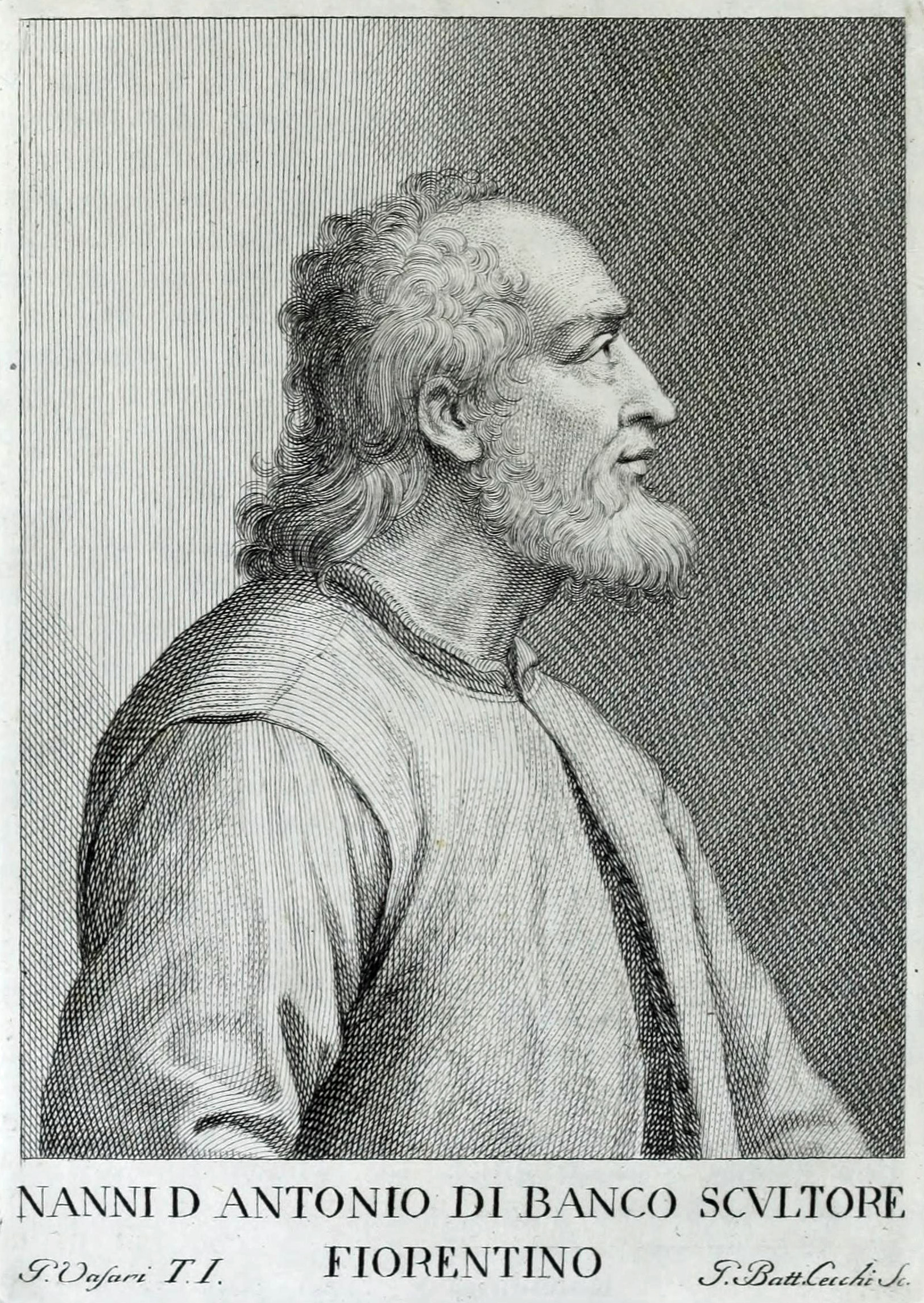
Nanni di Banco

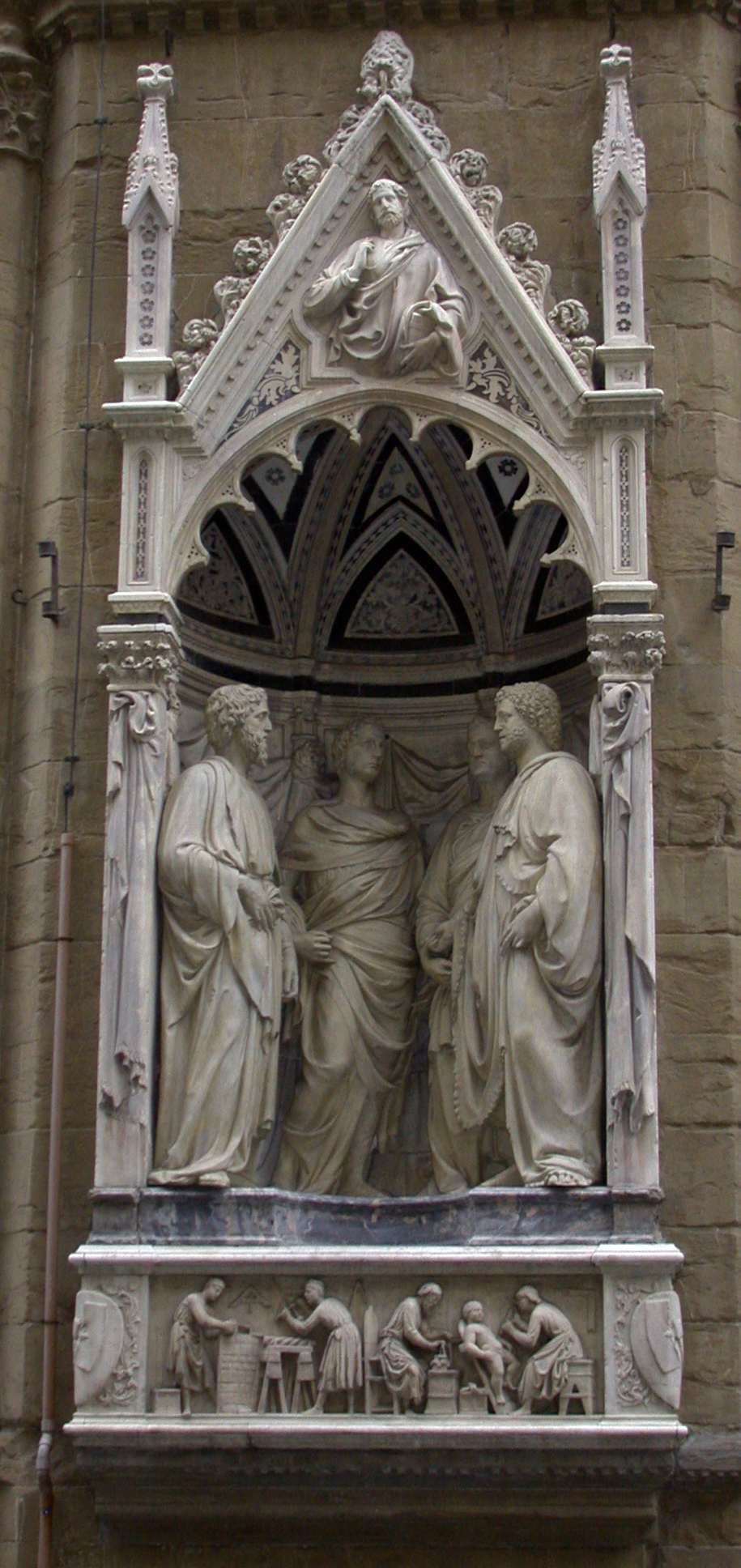
Quattro Santi Coronati, rond 1408-1413, Florence

Nanni d'Antonio di Banco (ca. 1384 - 1421) was een Florentijns beeldhouwer. Zijn leven is vooral bekend uit de biografie die Giorgio Vasari over hem schreef in zijn Levens.

## Werken
Een aantal van zijn werken:
- Een beeld van St. Lucas (1408)
- Quattro Santi Coronati (Vier gekroonde heiligen) (1408-1413) in Orsanmichele.

## Leermeester
Nanni di Banco was, naast Lorenzo Ghiberti, waarschijnlijk de leermeester van Donatello.
- Bibliothèque nationale de France: cb131746611 (data)
- Gemeinsame Normdatei: 118737945
- International Standard Name Identifier: 0000 0000 8283 6688
- Library of Congress Control Number: nr96002578
- Nationale Bibliotheek van Tsjechië: mub2018981919
- Nationale bibliotheek van Australië: 35724266
- Nationale Bibliotheek van Israël: 987007385394305171
- Nederlandse Thesaurus van Auteursnamen: 189938900
- RKD-Nederlands Instituut voor Kunstgeschiedenis: 129121
- LIBRIS: 234429
- Système universitaire de documentation: 035211466
- Trove: 1059183
- Union List of Artist Names: 500021430
- Virtual International Authority File: 95813325
- WorldCat: E39PBJgmRYyHtKkwG4g9Rkyrv3